# Dandruff!!
Dandruff!! was een Groningse punkband, gestart in 1991 en gestopt in 1998. In 1993 werd het album 'Four Fifteen-E' uitgebracht door TopHole Records en in 1997 kwam op het Windmill Records label van Marco Roelofs (De Heideroosjes) de opvolger 'SixEQUJfive' uit. In 1998 volgden twee bijdragen op het dubbelalbum Groetjes uit Holland van Vitaminepillen Records.

## Bandleden
- Mark Tilstra (voormalig gitarist van de Boegies)
- Jan Heddema - in 1995 vervangen door John Krol
- Tup Wanders
- Edwin Pot
- Mark Regelink